# BigWalkDog
BigWalkDog, pseudonimo di Da'Jour Walker (Tutwiler, 11 ottobre 1997), è un rapper statunitense.

## Biografia
BigWalkDog ha ottenuto i suoi primi ingressi nella Billboard 200 con le raccolte So Icy Boyz (2021) e So Icy Gang: The ReUp (2022), entrambe arrivate nella top 50 statunitense.
Col mixtape Trick City, uscito nel settembre 2022, ha fatto il debutto nella graduatoria nazionale al 125º posto. È stato poi reso disponibile per il consumo Playoff (2023), primo album in studio.

## Discografia

### Album in studio
- 2023 – Playoff

### Mixtape
- 2022 – Trick City

### Raccolte
- 2021 – So Icy Boyz (con la 1017 e Gucci Mane)
- 2021 – So Icy Christmas (con la 1017 e Gucci Mane)
- 2022 – So Icy Gang: The ReUp (con la 1017 e Gucci Mane)

### Singoli
- 2020 – Pull Up
- 2020 – Big Amount
- 2020 – Goat Talk
- 2020 – Suzan
- 2020 – B.T.D
- 2020 – No Mentions
- 2020 – The Commission
- 2020 – 9/5 Flow 1
- 2020 – Vibes
- 2020 – Craig Daddy
- 2020 – No.9
- 2021 – Circle K
- 2021 – Dog Sht
- 2021 – Kirby Parkway
- 2021 – Backdoor
- 2021 – 2AM
- 2021 – Motion
- 2022 – Real As It Gets
- 2022 – Nino
- 2022 – Skywalka
- 2022 – How It Go
- 2023 – On They Neck
- 2023 – I Promise
- 2023 – Talk to Em (feat. Veeze)
- 2023 – Freestyle
- 2023 – Day in the Life
- 2024 – Hold of Me
- 2024 – Do It
- 2024 – Shine on Me
- 2024 – Forget
- 2024 – Stylin for Free